# Saroléa

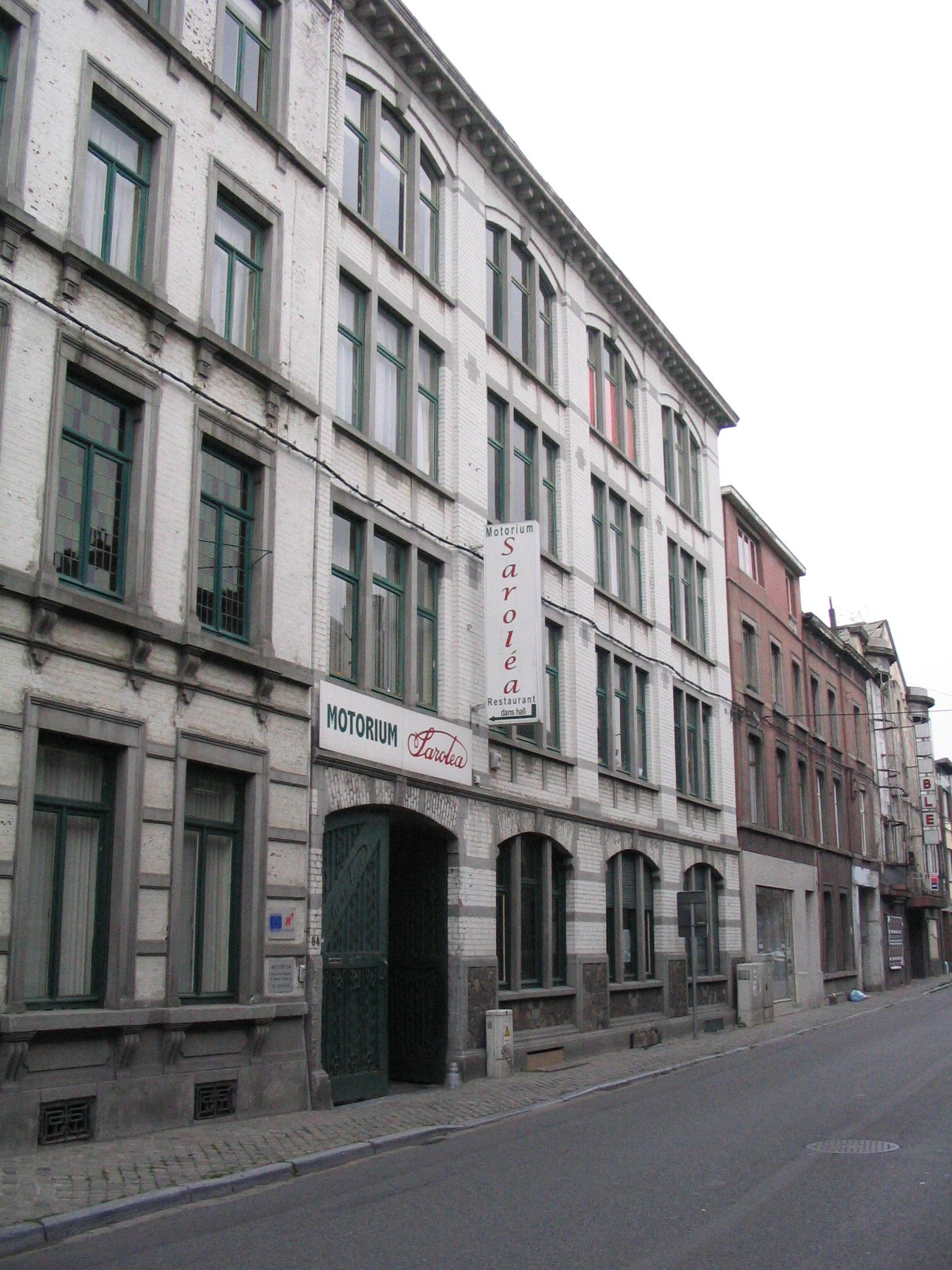
Het voormalige fabrieksgebouw - thans museum - in Herstal

Saroléa is een Belgisch historisch merk van motorfietsen, bromfietsen en fietsen. De bedrijfsnaam was: Ets. Saroléa, Herstal, Luik. Er werden motorfietsen geproduceerd van 1900 tot 1960.

## Voorgeschiedenis
| Saroléa 3½ pk (500 cc) uit 1912    |
| Saroléa 25 H (350 cc) uit 1925     |
| Saroléa 500 cc kopklepper uit 1925 |
| Saroléa 23 S Tua (500 cc) uit 1925 |
| Saroléa 500 cc wegracer uit 1928   |
| Saroléa 25 N (350 cc) uit 1928     |
| Saroléa B 31 (350 cc) uit 1931     |

Deze Belgische fabriek werd in 1850 als wapenfabriek opgericht door Joseph Saroléa. Hij begon in 1892 ook fietsen te bouwen, de Royale Saroléa.
Na zijn overlijden in 1894 namen zijn weduwe en kinderen de fabriek over. Martin Fagard werd in dienst genomen. Hij zou de stuwende kracht achter de Saroléa-motorenproductie worden. De gebroeders Saroléa wilden graag een inbouwmotor voor hun fietsen, eerst nog een petroleummotor, maar in 1900 werd een 240 cc benzinemotor met snuffelklep ontwikkeld. Saroléa was hiermee de eerste Belgische motorfietsproducent. Bovendien werden al snel inbouwmotoren geleverd aan merken als Alert, Anglian, Ariel, Castell, Chater Lea, Dux, Gazelle, Globe, Hercules, Jesmond, King, Liberator, Maffeis, May Bros, Prim, Raglan, Thomas en Wilhelmina.

## Motorfietsen
In 1902 werden al racesuccessen behaald (door Fagard) en de machines, die in Engeland onder de naam Kerry, Forge en Crownfield werden verkocht, heetten in België Saroléa Kerry.
Al voor de Eerste Wereldoorlog groeide het merk flink. In de jaren dertig werden Saroléa-motorfietsen zelfs goed verkocht in Japan. Men maakte al vanaf 1928 ook zelf de versnellingsbakken en vanaf 1929 werden de motorfietsen geheel in eigen huis gebouwd.
Saroléa bleef inbouwmotoren voor andere merken produceren. Vlak voor de Tweede Wereldoorlog produceerde men een 980 cc boxer-zijspancombinatie met aangedreven zijspanwiel voor het Belgische leger.
Na de samenwerking met FN en Gillet Herstal in 1955 bouwde Saroléa nog slechts 49 t/m 250 cc tweetakten met blokken van ILO, Sachs, Mival en anderen. De 125 cc Djinn scooter was in feite een Italiaanse Rumi. In 1957, toen de productie van de 600 cc Atlantic Major eindigde, verdween het merk van de markt.

### Mototraction
Onder deze merknaam produceerde Saroléa aan het begin van de jaren dertig gemotoriseerde bakfietsen (triporteurs). Deze werden in het algemeen uitgevoerd met 350- of 500 cc zijklepmotoren en waren vooral in Japan populair.

### Wedstrijdmotoren
Al in 1902 werd door Saroléa aan wedstrijden deelgenomen. Deze werden toen nog op wielerbanen (Velodrooms) gehouden, zoals de board track races in Amerika. Maar men nam ook deel aan heuvelklimwedstrijden. Martin Fagard, in 1895 op 15-jarige leeftijd in dienst van Saroléa getreden, was een van de beste rijders, maar ook de "motor" achter de sportmodellen. Aan het begin van de jaren twintig werden Saroléa racemotoren bestuurd door coureurs als Vidal Claessens, Stobert, Tom Discry, Paul Mineur (die in 1924 zijn Mineur-motorfietsen zou gaan produceren), Marcel Debay, Maarten Flinterman, Robert Grégoire. Men bleef in de jaren twintig snelle racemotoren bouwen. In 1929 werd Arille Donis aangesteld , samen met Tom Discry werd hij verantwoordelijke voor de wedstrijdafdeling. Grégoire werd in 1931 en 1932 Belgisch kampioen voor Saroléa. Hij deed dat met de bekende "Monotube", die zijn naam dankte aan de enkele uitlaatpijp. Gilbert de Rudder (bijgenaamd "Grizzly") werd in 1935 350 cc-kampioen en in 1936 en 1937 lukte hem dat in de 500 cc-klasse. Hierna ging Saroléa zich meer op de motorcross richten. Het crossmodel van de 500 cc "Atlantic" werd in de jaren vijftig bereden door o.a. Lucien Decoster en Auguste Mingels.

### Elektrische motoren
In 2010 verwierf Torsten Robbens de merkrechten op Saroléa. Hij startte met de ontwikkeling van 100% elektrische modellen. In 2014 werd het eerste model, de SP7, voorgesteld. In 2018 werd de MANX7, de straatversie van de SP7, gehomologeerd.

## Tijdlijn
- 1850: Oprichting Saroléa als wapenfabriek.
- 1892: Aanvang productie van "Royale Saroléa" fietsen.
- 1894: Overlijden Joseph Saroléa sr. Bedrijf overgenomen door kinderen Joseph jr. Léonie, Emile en Laure.
- 1895: Martin Fagard (15 jaar) aangeworven.
- 1898: Eerste serie tricycles met De Dion-Bouton-motor.
- 1901: Inbouw petroleum motor in fietsframes.
- 1902: Eerste motorfiets met 381 cc benzinemotor.
- 1903: Drie modellen: 1¾ pk, 2¼ pk en 3½ pk.
- 1904: Vermogen van de motorfietsen verhoogd.
- 1905: Eerste V-twins van 616- en 726 cc.
- 1907: Nieuw 246 cc-eencilinder model.
- 1910: Eerste toepassing Royal Enfield- en Sturmey-Archer-versnellingsbakken.
- 1914: Eerste productie van zijspannen. Productie verplaatst in verband met uitbreken Eerste Wereldoorlog.
- 1919: Wederopname productie 500 cc-model van voor de oorlog.
- 1921: Sportmodel 23A (500 cc zijklepper komt op de markt.
- 1924: Riemaandrijving vervangen door kettingaandrijving. Nieuwe 500 cc kopklepmotor.
- 1924-1938: Wisselende modellenreeks, voornamelijk bestaande uit zijklepmotoren van 250- tot 600 cc.
- 1929: Arille Donis wordt aangesteld als hoofd van de wedstrijdafdeling.
- 1931: Robert Grégoire kampioen van België.
- 1932: Robert Grégoire kampioen van België.
- 1933: Opnieuw Belgisch kampioenschap, rijder onbekend. Robert Grégoire dodelijk verongelukt tijdens race in Spa-Francorchamps.
- 1934: Er wordt een damesmodel gepresenteerd.
- 1939: 3 legermodellen: 350- en 590 cc eencilinders en een 973 cc boxermotor.
- 1941-1944: Productie ligt vrijwel stil, slechts twee 125 cc tweetaktmodellen (de LW-serie) blijven in productie.

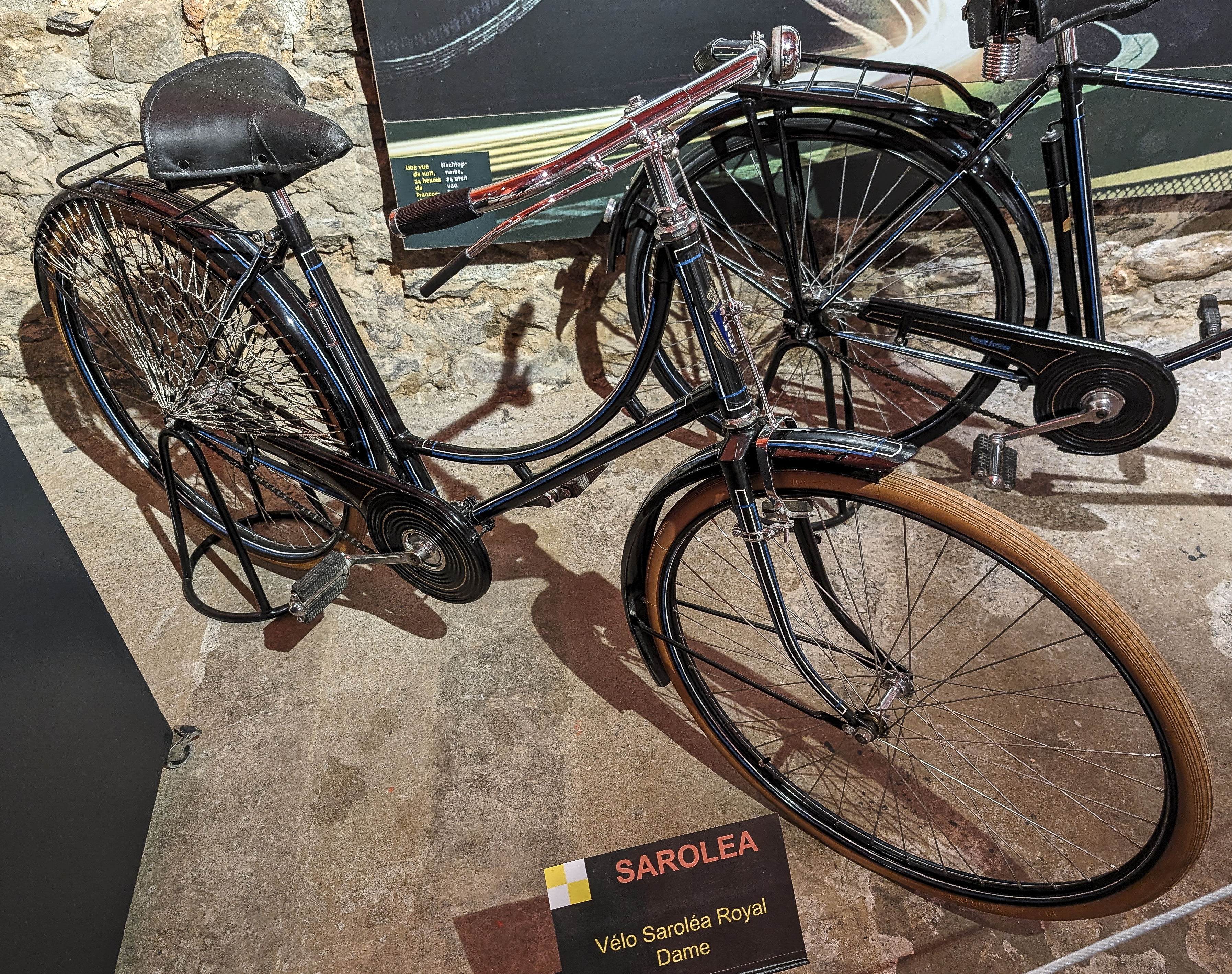
Saroléa Royal damesfiets

- Saroléa Royal damesfiets1945: Nieuw model in de LW-serie, nieuwe viertaktmodellen (350 cc zijklepper, 590 cc zijklepper, 590 cc kopklepper).
- 1946: LW-serie (125 cc tweetakten) vervalt, nieuwe 350 cc kopklepper.
- 1949: Nieuwe 500 cc crossmotor.
- 1950: Nieuw 125 cc-model, de Supra (bekend als L'Oiseau Bleu), tevens nieuw 500 cc model (de Atlantic).
- 1953: 600 cc-Versie van de Atlantic, tevens nieuw model Regina met 200 cc tweetaktmotor.
- 1955: Badge-engineering: FN-modellen worden door Saroléa onder de eigen merknaam verkocht. Ook produceren Gillet Herstal en Saroléa dezelfde bromfietsen, die zelfs in gezamenlijke advertenties worden aangeboden.
- 1956: Drastische inkrimping van de modellenlijn. Aanbod van een Rumi scooter met Saroléa-logo's.
- 1960: Laatste productiejaar van Saroléa. Men produceerde nog bromfietsen, en de tweetaktmodellen Benjamin (98 cc), Cricket (123 cc), Century (193 cc) en het viertaktmodel Vedette (350 cc).
- 2010: Torsten Robbens verwerft de merkrechten van Saroléa en start met de ontwikkeling van een 100% elektrisch Saroléa model.
- 2014: Saroléa stelt de SP7 voor, de eerste 100% elektrische superbike.
- 2014: Saroléa SP7 neemt voor het eerst deel aan de Isle of Man TT in de TT Zero.
- 2015: Tijdens de tweede deelname behaalt de SP7 een gemiddelde snelheid op het circuit van 100 mph (150 km/u). Hiermee treedt Saroléa als eerste Europees merk toe tot de 100 mph Club.
- 2018: MANX7, de straatversie van de SP7, wordt gehomologeerd op het eiland Man.